# Maslovka (Valuiki)
|  | Per a altres significats, vegeu «Maslovka». |

Maslovka - Масловка (rus) - és un poble de l'óblast de Bélgorod, a Rússia. El 2010 tenia 110 habitants. Pertany al districte (raion) de Valuiki.